# Tupaia palawanensis
Tupaia palawanensis är en däggdjursart som beskrevs av Thomas 1894. Tupaia palawanensis ingår i släktet Tupaia och familjen spetsekorrar. IUCN kategoriserar arten globalt som livskraftig. Inga underarter finns listade i Catalogue of Life.
Arten blir med svans 344 till 365 mm lång och svanslängden är 170 till 178 mm. Tupaia palawanensis har 432 till 45 mm långa bakfötter och 16 till 18 mm stora öron. Den har liksom andra spetsekorrar en smal nos, stora ögon och en svans med tjock päls. Ovansidan är täckt av mörk till rödbrun päls. Kännetecknande är en ljus strimma bakom varje öra. I motsats till de egentliga ekorrarna (arten delar utbredningsområde med sundaekorrar) har Tupaia palawanensis även vid tummen en lång klo. Dessutom finns hörntänder i tanduppsättningen istället för en lucka (diastema).
Denna spetsekorre förekommer på Palawan och på några mindre öar i västra Filippinerna. Arten lever i låglandet och i bergstrakter upp till 1400 meter över havet. Tupaia palawanensis vistas främst i skogar och dessutom besöker den odlade områden och buskskogar.
Individerna letar främst på morgonen och på eftermiddagen efter föda. De äter huvudsakligen insekter och andra ryggradslösa djur som kompletteras med mjuka frukter. I sällsynta fall ingår mindre ryggradsdjur i födan. I bergstrakter är populationen glesare.